# 布尔堡
布尔堡（法語：Bourbourg，法語發音：[buʁbuʁ]）是法国上法蘭西大區北部省的一个市镇，位于该省西部，属于敦刻尔克区，也是敦刻尔克城市公共社区的一部分。

## 地理
布尔堡（50°56'47"N, 2°11'52"E）面积38.49 平方千米，位于法国上法蘭西大區北部省，该省份为法国最北部的省份及最长的省份，西北濒北海，西接加来海峡省，南至埃纳省和索姆省，东与比利时接壤。
与布尔堡接壤的市镇（或旧市镇、城区）包括：圣玛丽凯尔克、阿河畔圣乔治、圣皮埃尔布鲁克、圣福尔坎、布鲁凯尔克、卡佩勒布鲁克、克赖维克、洛贝格。

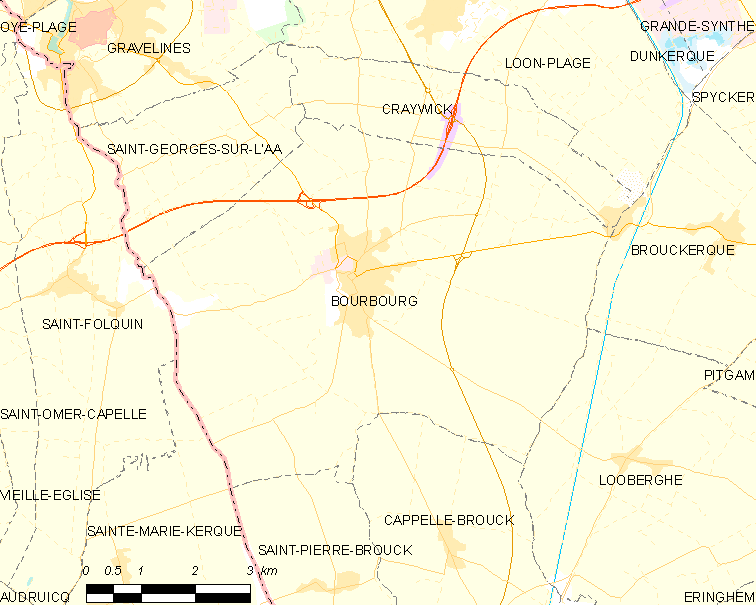
布尔堡的OSM定位图

布尔堡的时区为UTC+01:00、UTC+02:00（夏令时）。

## 行政
布尔堡的邮政编码为59630，INSEE市镇编码为59094。

## 政治
布尔堡所属的省级选区为大桑特县。

## 人口

1962-2008年间布尔堡人口变化图示

布尔堡于2022年1月1日时的人口数量为6958人。